# Équipe d'Angleterre de rugby à XV à la Coupe du monde 1995
L'équipe d'Angleterre a disputé la petite finale de la troisième Coupe du monde de rugby 1995, et a été battue par l'équipe de Nouvelle-Zélande en demi-finale dans un match mémorable. Pour la troisième place, c'est l'équipe de France qui l'a emporté sur l'Angleterre.
Les joueurs suivants ont joué pendant cette coupe du monde 1995.

## Première Ligne
- Graham Dawe (1 match, 1 comme titulaire)
- Jason Leonard (5 matchs, 5 comme titulaire)
- John Mallett (1 match, 0 comme titulaire)
- Brian Moore (6 matchs, 5 comme titulaire)
- Graham Rowntree (2 matchs, 2 comme titulaire)
- Victor Ubogu (5 matchs, 5 comme titulaire)

## Deuxième Ligne
- Martin Bayfield (5 matchs, 5 comme titulaire)
- Martin Johnson (6 matchs, 6 comme titulaire)
- Richard West (1 match, 1 comme titulaire)

## Troisième Ligne
- Neil Back (3 matchs, 2 comme titulaire)
- Ben Clarke (5 matchs, 5 comme titulaire)
- Steve Ojomoh (4 matchs, 3 comme titulaire)
- Dean Richards (3 matchs, 3 comme titulaire)
- Tim Rodber (6 matchs, 5 comme titulaire)

## Demi de mêlée
- Dewi Morris (5 matchs, 5 comme titulaire)
- Kyran Bracken (2 matchs, 1 comme titulaire)

## Demi d’ouverture
- Rob Andrew (5 matchs, 5 comme titulaire)

## Trois-quarts centre
- Will Carling (5 matchs, 5 comme titulaire) (capitaine)
- Phil de Glanville (3 matchs, 2 comme titulaire)
- Jeremy Guscott (5 matchs, 5 comme titulaire)
- Damian Hopley (1 match, 0 comme titulaire)

## Trois-quarts aile
- Rory Underwood (6 matchs, 6 comme titulaire)
- Tony Underwood (4 matchs, 4 comme titulaire)
- Ian Hunter (2 matchs, 2 comme titulaire)

## Arrière
- Mike Catt (6 matchs, 6 comme titulaire)
- Jon Callard (1 match, 1 comme titulaire)

## Meilleur réalisateur
- Rob Andrew : 79 points

## Meilleur marqueur d'essais
- Rory Underwood : 5 essais